# Marino (Name)
Marino oder Mariño ist ein spanischer männlicher Vorname und Familienname.

## Namensträger

### Vorname
- Marino Alonso (* 1965), spanischer Radrennfahrer
- Marino Auriti (1891–1980), italo-amerikanischer Künstler
- Marino Baldini (* 1963), kroatischer Politiker (Socijaldemokratska partija Hrvatske), MdEP
- Marino Basso (* 1945), italienischer Radrennfahrer
- Marino Berengo (1928–2000), italienischer Historiker
- Marino Biliškov (* 1976), kroatischer Fußballspieler
- Marino Bodenmann (1893–1964), Schweizer Politiker (KPS/PdA)
- Marino Bollini (1933–2020), san-marinesischer Politiker, Staatsoberhaupt von San Marino
- Marino Bulcani († 1394), italienischer Kardinal der Römischen Kirche
- Marino Busdachin (1956–2023), italienischer Menschenrechtsaktivist und Generalsekretär der UNPO
- Marino Carafa di Belvedere (1764–1830), italienischer Kardinal und Bürgermeister von Neapel
- Marino Cardelli (* 1987), san-marinesischer Skirennläufer
- Marino Massimo De Caro (* 1973), italienischer Antiquar, Bibliothekar, Hochstapler und Kunstfälscher
- Marino Cattedra (* 1965), italienischer Judoka
- Marino Dusić, kroatischer Astronom
- Marino Evaristo (1908–1993), argentinischer Fußballspieler
- Marino Falier (um 1285–1355), Doge von Venedig
- Marino Formenti (* 1965), italienischer Pianist und Dirigent
- Marino Franchitti (* 1978), britischer Autorennfahrer
- Marino Freistedt (* 1954), deutscher Politiker (CDU), MdHB
- Marino Girolami (1914–1994), italienischer Filmregisseur, Drehbuchautor und Filmproduzent
- Marino Golinelli (1920–2022), italienischer Unternehmer und Philanthrop
- Marino Grimani (Kardinal) (1488–1546), Kardinal und Patriarch von Aquileia
- Marino Grimani (Doge) (1532–1605), Doge von Venedig
- Marino Klinger (1936–1975), kolumbianischer Fußballspieler
- Marino Lejarreta (* 1957), spanischer Radrennfahrer
- Marino Maranzana (* 1950), italienischer Regisseur und Drehbuchautor
- Marino Marić (* 1990), kroatischer Handballspieler
- Marino Marini (1901–1980), italienischer Bildhauer und Grafiker
- Marino Marini (Musiker) (1924–1997), italienischer Pianist, Bandleader und Sänger
- Marino Marzano (Edelmann) (1400–1489?), italienischer Edelmann
- Marino Marzano (Dokumentarfilmer) (* 1926), italienischer Dokumentarfilmer
- Marino Masè (1939–2022), italienischer Schauspieler
- Marino Morettini (1931–1990), italienischer Radrennfahrer
- Marino Morosini († 1253), Doge von Venedig
- Marino Murillo (* 1961), kubanischer Politiker
- Marino Ortolani (1904–1983), italienischer Orthopäde und Kinderarzt
- Marino Palandri (* 1985), italienischer Straßenradrennfahrer
- Marino Perani (1939–2017), italienischer Fußballspieler
- Marino Pliakas (* 1964), griechisch-schweizerischer Musiker
- Marino Rahmberg (* 1974), schwedischer Fußballspieler
- Marino Restrepo (* 1951), kolumbianischer katholischer Redner, Evangelist, Autor und Musiker
- Marino Riccardi (* 1958), san-marinesischer Politiker
- Marino Sanudo der Ältere († 1338), venezianischer Staatsmann und Geograph
- Marino Sanudo (1466–1536), italienischer Historiker, Politiker und Tagebuchschreiber
- Marino Satō (* 1999), japanischer Automobilrennfahrer
- Marino da Silva (* 1986), brasilianischer Fußballspieler
- Marino Stephano (1974–1999), belgischer Trance-DJ und -Produzent
- Marino di Teana (1920–2012), italienisch-argentinischer Bildhauer
- Marino Vanhoenacker (* 1976), belgischer Triathlet
- Marino Vigna (* 1938), italienischer Radrennfahrer
- Marino Zanotti (* 1952), san-marinesischer Politiker
- Marino Zerial (* 1958), italienischer Biologe und Zellwissenschaftler
- Marino Zorzi († 1312), 50. Doge von Venedig

### Familienname
- Alberto Marino (1923–1989), argentinischer Tangosänger und -komponist
- Angela Marino (* 1986), neuseeländische Basketballspielerin
- Angie Marino (* 1990), US-amerikanische BMX-Freestyle-Fahrerin
- Antonio Marino (* 1942), argentinischer Geistlicher, emeritierter Bischof von Mar del Plata
- Calogero Marino (* 1955), italienischer Geistlicher, Bischof von Savona-Noli
- Carlo Antonio Marino (Carlo Marini; um 1670–um 1717), italienischer Komponist, Violinist und Cellist
- Cristian Marino (* 1982), italienischer Koch, Schriftsteller und Gastronom
- Cristina Marino (* 1991), italienische Filmschauspielerin und ein Model
- Dado Marino (1915–1989), US-amerikanischer Boxer
- Dan Marino (* 1961), US-amerikanischer American-Football-Spieler
- Danny Marino (1936–2003), italienischer Sänger und Liedtexter
- Diego Mariño (* 1990), spanischer Fußballtorhüter
- Emanuele Valerio Marino (1925–2018), italienischer Dokumentarfilmer
- Enrique José Parravano Marino (* 1955), venezolanischer Geistlicher, Weihbischof in Caracas
- Esteban Marino (1914–1999), uruguayischer Fußballschiedsrichter
- Eugene Antonio Marino (1934–2000), US-amerikanischer Ordensgeistlicher, Erzbischof von Atlanta
- Florian Marino (* 1993), französischer Motorradrennfahrer
- Francesco Marino, bekannt als Marino di Teana (1920–2012), italienisch-argentinischer Bildhauer
- Francesco Marino (* 1955), italienischer Geistlicher, Bischof von Nola
- Frank Marino (* 1954), kanadischer Musiker
- Gaetano Marino (Armstumpf; um 1964–2012), italienischer Mafioso
- Gary O. Marino (* 1945), US-amerikanischer Unternehmer im Schienenverkehr
- George Marino (1947–2012), US-amerikanischer Toningenieur
- Giambattista Marino (1569–1625), italienischer Dichter
- Giuliana Marino (* 1986), deutsch-italienisches Model
- Guillermo Marino (* 1981), argentinischer Fußballspieler
- Heroídes Artigas Mariño (1939–2012), uruguayischer Journalist und Historiker
- Ignazio Marino (* 1955), italienischer Politiker
- Jean-Marc Marino (* 1983), französischer Radrennfahrer
- John Marino (* 1997), US-amerikanischer Eishockeyspieler
- Joseph Salvador Marino (* 1953), US-amerikanischer Geistlicher und vatikanischer Diplomat
- Julia Marino (Freestyle-Skierin) (* 1992), paraguayische Freestyle-Skierin
- Julia Marino (Snowboarderin) (* 1997), US-amerikanische Snowboarderin
- Ken Marino (* 1968), US-amerikanischer Schauspieler, Comedian, Regisseur und Drehbuchautor
- Laura Marino (* 1993), französische Wasserspringerin
- Luca Marino (* 2005), deutsch-italienischer Fußballspieler
- Luis Moure-Mariño (1915–1999), spanischer Schriftsteller
- Mariana Duque Mariño (* 1989), kolumbianische Tennisspielerin
- Massimo Marino (* 1954), italienischer Radsportler
- Miguel Fernando González Mariño (* 1966), kolumbianischer Geistlicher, Bischof von Espinal
- Mike Marino, amerikanischer Maskenbildner
- Nibya Mariño († 2014), uruguayische Pianistin
- Nino Marino (* 1935), italienischer Schriftsteller und Drehbuchautor
- Osvaldo Mariño (1923–2007), uruguayischer Wasserballspieler und Schwimmer
- Pedro Mariño de Lobeira (1528–1594), Chronist des Königreich Chile (1528–1594)
- Peter Marino (* 1949), US-amerikanischer Architekt, Innenarchitekt und Kunstsammler
- Rebecca Marino (* 1990), kanadische Tennisspielerin
- Ramiro Marino (* 1988), argentinischer Radsportler
- Samuel Mariño (* 1993), venezolanischer Sopranist
- Stefano Marino (* 2004), deutsch-italienischer Fußballspieler
- Ted Boy Marino (1939–2012), italienisch-brasilianischer Wrestler, Komiker, Schauspieler und TV-Moderator
- Tom Marino (* 1952), US-amerikanischer Politiker
- Tony Marino (Boxer) (1912–1937), US-amerikanischer Boxer
- Tony Marino (Drehbuchautor), US-amerikanischer Drehbuchautor
- Tony Marino (Musiker) (* 1957), US-amerikanischer Musiker
- Umberto Marino (* 1952), italienischer Drehbuchautor und Regisseur
- Valentina Marino (* 1977), italienischer rhythmische Sportgymnastin
- Yoel Mariño (* 1975), kubanischer Straßenradrennfahrer